# Ngạc Trát
Ngạc Trát (tiếng Trung: 鄂扎, tiếng Mãn: ᠣᠵᠠ, Möllendorff: oja, 1655 – 1702) là một hoàng thân của nhà Thanh trong lịch sử Trung Quốc, người thừa kế 1 trong 12 tước vị Thiết mạo tử vương.

## Cuộc đời
Ngạc Trát sinh vào giờ Hợi, ngày 1 tháng 3 (âm lịch), năm Thuận Trị thứ 12 (1655), là tằng tôn của Thái tổ Nỗ Nhĩ Cáp Xích, cháu nội của Dự Thông Thân vương Đa Đạc và là con trai thứ hai của Tín Tuyên Hòa Quận vương Đa Ni. Mẹ ông là Trắc Phúc tấn Vương thị. Năm Thuận Trị thứ 18 (1661), phụ thân Đa Ni qua đời, ông được tập tước Tín Quận vương (信亲王) đời thứ 2.
Năm Khang Hi thứ 14 (1675), ông được phong làm Phủ Viễn Đại tướng quân (抚远大将军), chinh phạt Sát Cáp Nhĩ Bố Nhĩ Ni. Biết lần này Bố Nhĩ Ni đồn trú tại Đạt Lộc (达禄), Ngạc Trát lệnh lưu lại đồ quân nhu, cùng Phó tướng Đồ Hải (图海) và Mai Lặc Ngạch Chân Ngô Đan (吴丹) khinh kị tiến vào. Bố Nhĩ Ni thiết kế mai phục chờ, mệnh chia quân ra lục soát khe núi, phục phát, quân đội cùng với binh của Thổ Mặc Đặc hợp kích đánh bại. Bố Nhĩ Ni đốc thúc binh lính lấy hoả khí ra để chống cự nhưng vẫn đại bại. Bố Nhĩ Ni cho thu quân về để chuẩn bị tái chiến, lại bị đánh bại một lần nữa, Ngạc Trát chiếm được số lượng ngựa không thể tính hết. Bố Nhĩ Ni cùng 30 kỵ binh chạy trốn, trên đường bị tộc trưởng Khoa Nhĩ Thấm bộ Sa Tân bắn chết. Sát Cáp Nhĩ được bình định, phủ dư đảng 1300 dư hộ. Ông cùng quân đội khải hoàn trở về, được Khang Hy đích thân nghênh đón tại Nam Uyển, chiếu tán dương công lao, thưởng vàng 100, bạc 5000. Ông được chưởng quản Tông Nhân phủ sự.
Năm thứ 29 (1690), làm Phó tướng cho Cung Thân vương Thường Ninh phòng bị Cát Nhĩ Đan. Năm thứ 35 (1696) theo Khang Hi Đế chinh phạt phía Bắc, thống lĩnh Chính Bạch kỳ doanh. Năm thứ 38 (1699), vì lý do lười biếng, ông bị cách chức ở Tông Nhân phủ. Năm 41 (1672), ngày 13 tháng 10 (âm lịch), giờ Mùi, ông qua đời, thọ 48 tuổi. Con trai của Đa Đạc là Đổng Ngạch tập tước. Năm Càn Long thứ 43 (1778), Cao Tông nhớ đến công lao của Đa Đạc đứng đầu chư Vương khai quốc, truy phục vị Dự Thân vương, cho cháu nội của Ngạc Trát là Tu Linh tập tước Dự Thân vương. Khi ấy ông cũng được truy phong làm Dự Thân vương.

## Gia quyến

### Thê thiếp
- Nguyên phối: Đới Giai thị (戴佳氏), con gái của Phó Đô thống Ông Cai (翁该).
- Kế thất: Ô Tô thị (乌苏氏), con gái của Lang trung Nhạc Lạc (岳洛).
- Trắc Phúc tấn:
  - Hỉ thị (喜氏), con gái của Hưng Thái (兴泰). Nguyên là Thứ Phúc tấn, được truy phong Trắc Phúc tấn vào năm Càn Long thứ 15 (1750).
  - Phú Sát thị (富察氏), con gái của Đạt Lại (达赖).
- Thứ Phúc tấn: Na thị (那氏), con gái của Bát phẩm quan Tắc Lặc (塞勒).
- Thứ thiếp: Triệu thị (赵氏), con gái của Triệu Đại (赵大).

### Hậu duệ
1. Trát Nhĩ Bố (扎爾布, 1672 – 1701), mẹ là Thứ Phúc tấn Na thị. Được phong Tam đẳng Phụng quốc Tướng quân (1686). Có một con trai.
2. Ngạc Chiêm (卾瞻, 1673 – 1675), mẹ là Đích Phúc tấn Đới Giai thị. Chết yểu.
3. Uy Chiêm (威瞻, 1677 – 1680), mẹ là Đích Phúc tấn Đới Giai thị. Chết yểu.
4. Trường Canh (長庚, 1682 – 1686), mẹ là Đích Phúc tấn Đới Giai thị. Chết yểu.
5. Đức Chiêu (德昭, 1700 – 1762), mẹ là Trắc Phúc tấn Hỉ thị. Năm 1706 được tập tước Tín Quận vương (信郡王). Sau này được truy phong làm Dự Khác Thân vương (豫慤親王). Có mười chín con trai.